# Eskimo (Eismarke)

Logo der Eismarke

Eskimo ist eine österreichische Speiseeismarke des Unilever-Konzerns.

## Geschichte
Eskimo wurde 1927 als Marke für das Eisgeschäft der österreichischen MIAG gegründet, später an die österreichische Unilever AG verkauft. 1962 wurde die Tiefkühlkost-Produktion von Hans Petter in Raasdorf, nahe Wien, übernommen. 1965 erfolgte die Verlegung der Produktion zur gemeinsamen 1. kombinierten Speiseeis- & Tiefkühlproduktion in Groß-Enzersdorf für „Eskimo“ und – vermutlich zum ersten Mal so genannt – „Iglo“.
1970 erfolgte die Fusion der Unilever-Tochter Eskimo Eis / Petter Iglo TKK mit der Nestlé-Tochter Jopa Eis / Findus TKK zur Eskimo-Iglo GmbH (Unilever 75 %, Nestlé 25 %). Während die Eisproduktion 1998 eingestellt wurde, blieb der Markenname „Eskimo“ für das Speiseeis bestehen, das seitdem, weiterhin unter Eskimo vertrieben, aus Deutschland importiert wird. Inzwischen wird Eskimo von der Unilever Austria GmbH in Österreich vertrieben. Zur Unternehmensgeschichte siehe auch Eskimo-Iglo. Auch vor Etablierung des „Heartbrand“-Logos war das Eskimo-Logo ähnlich dem Langnese-Logo.
Einige sehr beliebte Eissorten werden ausschließlich in Österreich verkauft.
Das Brickerl, ein Schokoladeneis am Stiel, das seit 1973 ein fester Bestandteil des österreichischen Eskimo-Sortimentes war und zum Klassiker avancierte, wurde 2025 schlussendlich auch im Einzelverkauf aus dem Sortiment genommen, nachdem 2024 bereits die Großpackung nicht mehr angeboten wurde. Vorgänger des Brickerls waren ab den 1960er Jahren die Eissorten Bricks und Brick.

## Markennamen in anderen Ländern
Unilever vertreibt seine Speiseeis-Produkte in den jeweiligen Ländern unter dem Markennamen, unter dem das Sortiment vor der Übernahme durch Unilever bekannt war. Das Firmenlogo, welches als „Heartbrand“ bekannt ist, ist allerdings in allen Ländern einheitlich.
| Logo | Name              | Verfügbarkeit |
| ---- | ----------------- | --- |
|      | Algida            | Albanien, Kosovo, Griechenland, Kroatien, Italien, Serbien, Tschechien, Polen, Rumänien, Russland, Slowakei, Ungarn und Zypern Türkei, Nordzypern: ALGİDA |
|      | Bresler           | Chile und Bolivien |
|      | Eskimo            | Kroatien, Slowenien, Norwegen, Österreich |
|      | Frigo             | Spanien |
|      | Frisko            | Dänemark |
|      | GB Glace          | Finnland und Schweden |
|      | Glidat Strauss    | Israel |
|      | Good Humor        | Vereinigte Staaten |
|      | HB                | Irland |
|      | Helados La Fuente | Kolumbien |
|      | Holanda           | Mexiko |
|      | Инмарко (Inmarko) | Russland |
|      | Kibon             | Brasilien |
|      | Kwality Wall's    | Indien |
|      | Langnese          | Deutschland |
|      | Lusso             | Schweiz |
|      | Miko              | Ägypten und Frankreich |
|      | Ola               | Belgien, Niederlande und Südafrika |
|      | Olá               | Portugal |
|      | Pingüino          | Ecuador |
|      | Selecta           | Philippinen |
|      | Streets           | Australien und Neuseeland |
|      | Tio Rico          | Venezuela |
|      | Wall's            | England, Schottland, Wales, China, Indien, Indonesien, Kanada, Malaysia, Singapur, Pakistan, Laos und Thailand                                            |
|      | Wall's HB         | Nordirland |
|      | 和路雪            | Volksrepublik China |